# Білий Яків Мойсейович
Яків Мойсейович Білий   (1847 р., м. Крилів Херсонська губернія — 29 травня 1923 р. м. Тихвін, Новгородська губернія., нині Ленінградська обл., РФ) — громадський діяч, лікар, який віддав чимало сил і енергії для  організації земської медицини на теренах Чернігівської губернії.

## Біографія
Народився  1847 року у м. Крилів Херсонської губернії. З 1868 по 1873 роки навчався на медичному факультеті Київського імператорського університету Святого Володимира. Ще студентом приймав активну участь у роботі гуртків, де проводилися читання з політичної економії, соціології, історії. Саме у гуртках під час обговорень і дискусій  відбувалося формування  народницьких поглядів  Якова Мойсейовича. Через це, на 2 курсі був заарештований за звинуваченням у читанні забороненої літератури.  
Перший досвід роботи за фахом студент Білий отримав у холерних лікарнях і був занесений до списку холерного комітету для відряджень в інші міста і села з метою надання там медичної допомоги. Коли в Чернігівській губернії у 1872 р. почалась епідемія холери, Білий був призначений до Ніжинського повіту. Півтора місяці невтомної праці у боротьбі з холерою серед селян сіл Михайлівка, Вербове, Плоске, Мрин та інших дали свої результати – хвороба відступила, що дозволило Якову Мойсейовичу повернутися до Києва, продовжити навчання.   
Після закінчення університету Білий, який здобув освіту за державний кошт, мав відпрацювати 6 років повітовим лікарем у м. Мезень Архангельської губернії. Проте Ніжинське повітове земство компенсувало кошти на стипендію Білому і призначило його земським лікарем у цьому повіті. Майже два роки у с. Веркіївка, Дроздівка, Дрімайлівка та інших з самого ранку і до вечора лікував селян, часто приймав їх вдома. Неодноразово Білий піднімав питання про будівництво волосної лікарні, але підтримки серед місцевого населення не здобув. Тож, розчарований і зневірений полишив службу, і перевівся до Чернігівського повіту.  
У с. Козел (зараз це Михайло-Коцюбинське) Білий прагнув запровадити більш ефективну – так звану стаціонарну систему організації лікарської допомоги населенню.   Він  зміг переконати селян про необхідність будівництва лікарні, знайшов ділянку для її розміщення. Неодноразово  лікар виступав на земських зібраннях з доповідями про необхідність створення  нової системи медичного обслуговування, за якою лікар завідував дільничною лікарнею, вів амбулаторний прийом, а виїжджав  у населені пункти тільки в екстрених випадках – до важко хворих, на епідемії і для щеплення. Радіус земського ділянки пропонував встановити не більше 15-20 верст. Ідеї Білого підтримали  О. Карпинський, І. Рашевський, М. Константинович та інші гласні. Більшістю голосів губернська земська управа у листопаді 1878 року ухвалила рішення встановити дільничі лікарні за прикладом Козельської та збільшити асигнування на їх утримання до 400 крб. Стаціонарна система організації лікарської допомоги, яку так відстоював Білий, почала запроваджуватися на Чернігівщині  вже у січні  1879 р. Це була абсолютно нова у світовій практиці, оригінальна система медичного обслуговування, розроблена земствами та земськими лікарями.  
У березні 1877 року він став одним із засновників Чернігівської громадської бібліотеки, пожертвувавши для неї 5 крб. Здійснив певні кроки у галузі освіти. Так, у Козельській школі викладав учням анатомію. Тісно спілкувався з лікарем О. Михалевичем, який на той час практикував у с. Горбове і влаштовував там хор з учнів місцевого училища, в репертуарі якого переважали українські пісні.  
У серпні 1878 року переїхав до Борзнянського повіту, де на Івангородській дільниці виникла вакансія лікаря. У с. Шаповалівка на Борзнянщині він познайомився з родиною Софії та Олександра Русових, у Плисках – тісно потоваришував з Іваном Іллічем Петрункевичем, швидко зблизився з місцевою молоддю, серед якої переважали вчителі і яка стала ядром гуртка Якова Мойсейовича. Учасники гуртка ознайомлювались із забороненою літературою, обговорювали прочитане, проводили пропаганду серед селян і робітників. Така діяльність не залишилася непоміченою з боку влади. 9 червня 1879 року Яків Білий був заарештований і висланий за «політичну неблагонадійність» до Якутської області.  
Наступні 5 років він провів у Верхоянську, згодом у Олекминську.  Міністерство внутрішніх справ дозволило Білому займатися медичною практикою і навіть відлучатися з міста для надання допомоги населенню округу. За свідченням сучасників Яків Мойсейович як лікар мав настільки  велику популярність у регіоні, що про нього складали легенди.  
У 1885 році по закінченню заслання Білий оселився у м. Бєлгород, але вже наступного року переїхав до м. Тихвін Новгородської губернії, де займався лікарською практикою, сприяв створенню системи стаціонарів, завідував амбулаторією при лікарні.  
Помер Яків Мойсейович Білий 29 травня 1923 року, похований на Тихвінському міському кладовищі. 

## Праці
- Белый Я. М. Из недавней старины. Воспоминания земского врача 70-х гг. / Я. М. Белый. - Новгород : типография М. О. Селиванова, 1907. - 195 с.